# Nová synagoga (Přemyšl)
Nová synagoga (Nowa Synagoga w Przemyślu) stojí v Přemyšlu na adrese Juliusza Słowackiego 15.

## Historie
Záměr výstavby nové synagogy inicioval v roce 1905 židovský aktivista Mojżesz Scheinbach (synagoga je také známá pod jména "Synagoga Scheinbacha"). Vlastní stavba, dle návrhu architekta Stanisława Majerského, začala v roce 1910 díky fondům židovských bank a městské radě. Stavební práce byly řízeny Společenstvím pro novou přemyšlskou synagogu. V roce 1918 začaly dokončovací a dekorativní práce. Tyto práce byly pod vedením židovského umělce Adolfa Bienestocka. Stavbu synagogy podporovali především movití Židé, kteří inklinovali ke kulturní asimilaci.

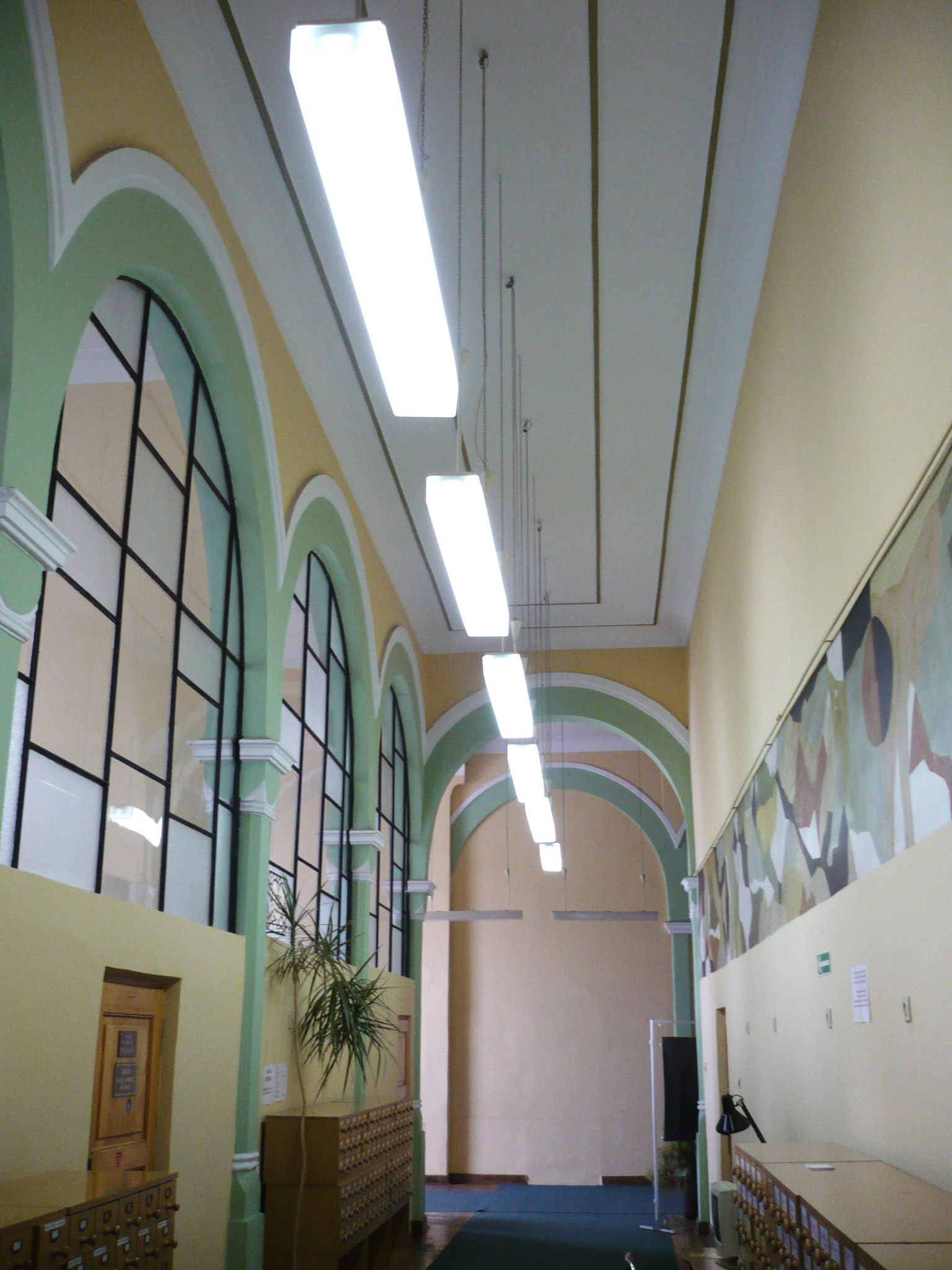
Nová synagoga - interiér

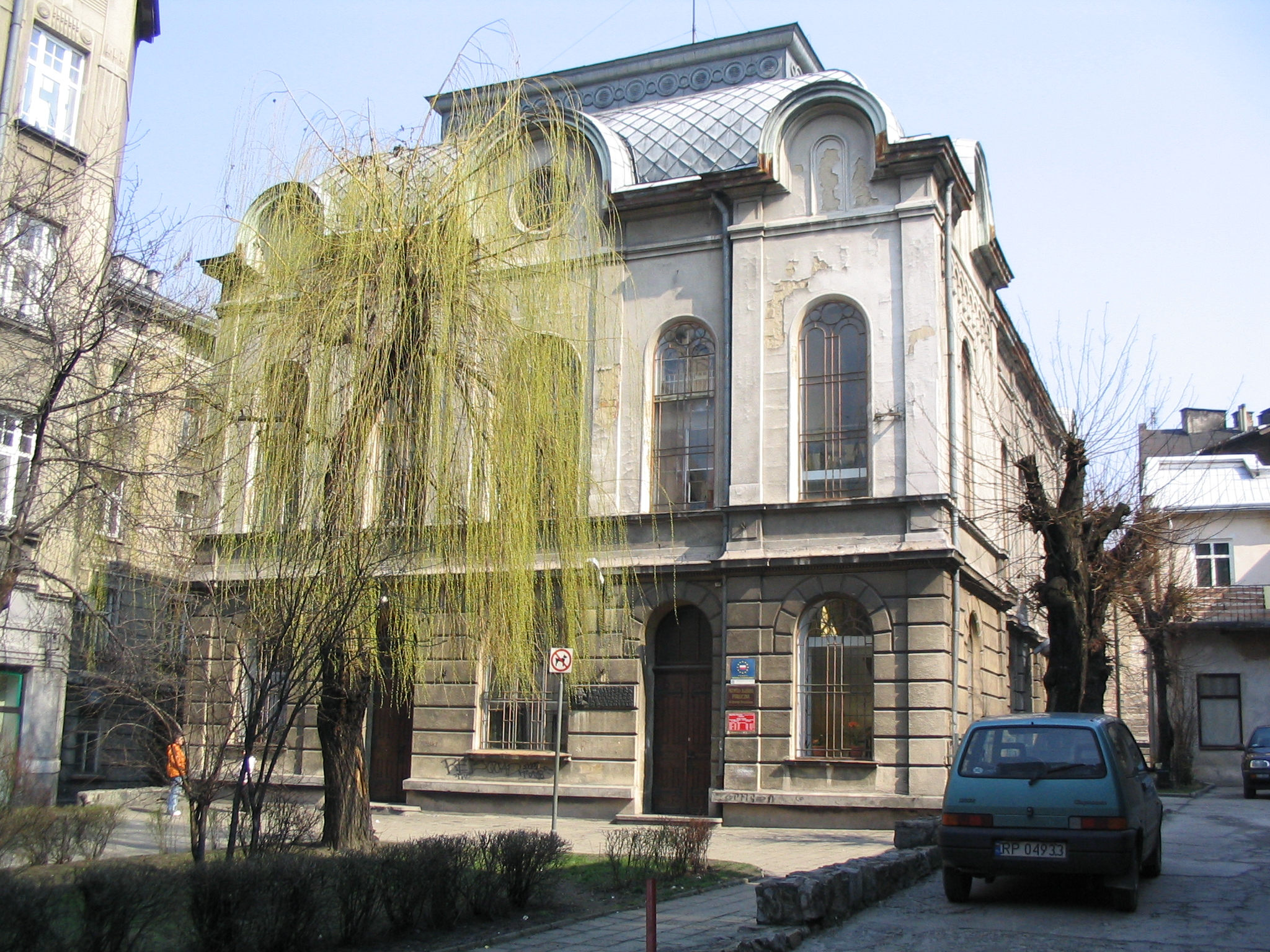
Nová synagoga

Během 2. světové války zřídili nacisté v synagoze stáj pro koně – díky tomu nebyla synagoga zbořena. Po skončení války, v roce 1945, byla synagoga znovu otevřena a byla zahájena pravidelná bohoslužba. V roce 1946 provedla Kongregace Mojžíšova vyznání v Přemyšlu malou rekonstrukci budovy, při které přizpůsobila jednu z místností pro výkon synagogálních funkcí.
V roce 1953 byla synagoga na příkaz vedení městské národní rady předána organizaci "Oděvního centra", pro sklad textilu, navzdory výslovnému nesouhlasu místní židovské komunity. Veškeré liturgické vybavení a knihy byly převezeny do sídla Kongregace. Vzhledem k rezignaci Oděvního centra na využití této budovy, byla následně předána organizaci "Společnost práce" opět za účelem využití jako skladu.
V roce 1958 Židovská obec požádala soud o navrácení synagogy pro náboženské účely. Domáhali se také nápravy morální a materiální újmy. První soud byl pro ni pozitivní. Poté ale, na základě odvolání ke krajskému soudu, dopadl druhý soud, v roce 1959, pro židovskou obec negativně a budova židovské komunitě vrácena nebyla. Soud své rozhodnutí zdůvodnil tím, že budova je pro tak malou židovskou komunitu příliš veliká a následně městská rada rozhodla o jejím využití pro kulturně-osvětové činnosti.
V pozdějších letech byly učiněny pokusy přizpůsobit budovu školním účelům, ale na počátku šedesátých let bylo rozhodnuto využít synagogu pro městskou knihovnu. V roce 1966 byly dokončeny renovační práce a od 1. března 1967 byla v budově zřízena městská knihovna. V roce 1978 Židovská obec v Přemyšlu předala budovu na věčné užívání pro knihovnu.
V roce 2006 byla budova vrácena židovské komunitě, jejím majitelem je v současné době Nadace pro záchranu židovského dědictví v Polsku. Úřady Přemyšlu uzavřely smlouvu o pronájmu budovy od nadace do roku 2026 (na základě této smlouvy byla v budově nadále provozována městská knihovna), později se však rozhodli městskou knihovnu přemístit, od roku 2014 má nové sídlo na ul. Grodzka 8.
Ve dnech 20. – 22. října 2006 se v synagoze, po mnoha letech, uskutečnil Šabat, který se konal při příležitosti „Dnů paměti přemyšlských židů“. Účastnilo se ho mnoho hostů z Polska, Izraele, USA a Ukrajiny, včetně hlavního rabína Polska Michaela Schudricha, izraelského velvyslanec v Polsku Dawida Pelega, výkonného ředitele "Nadace vzpomínek a smíření" Johna Hartmana.

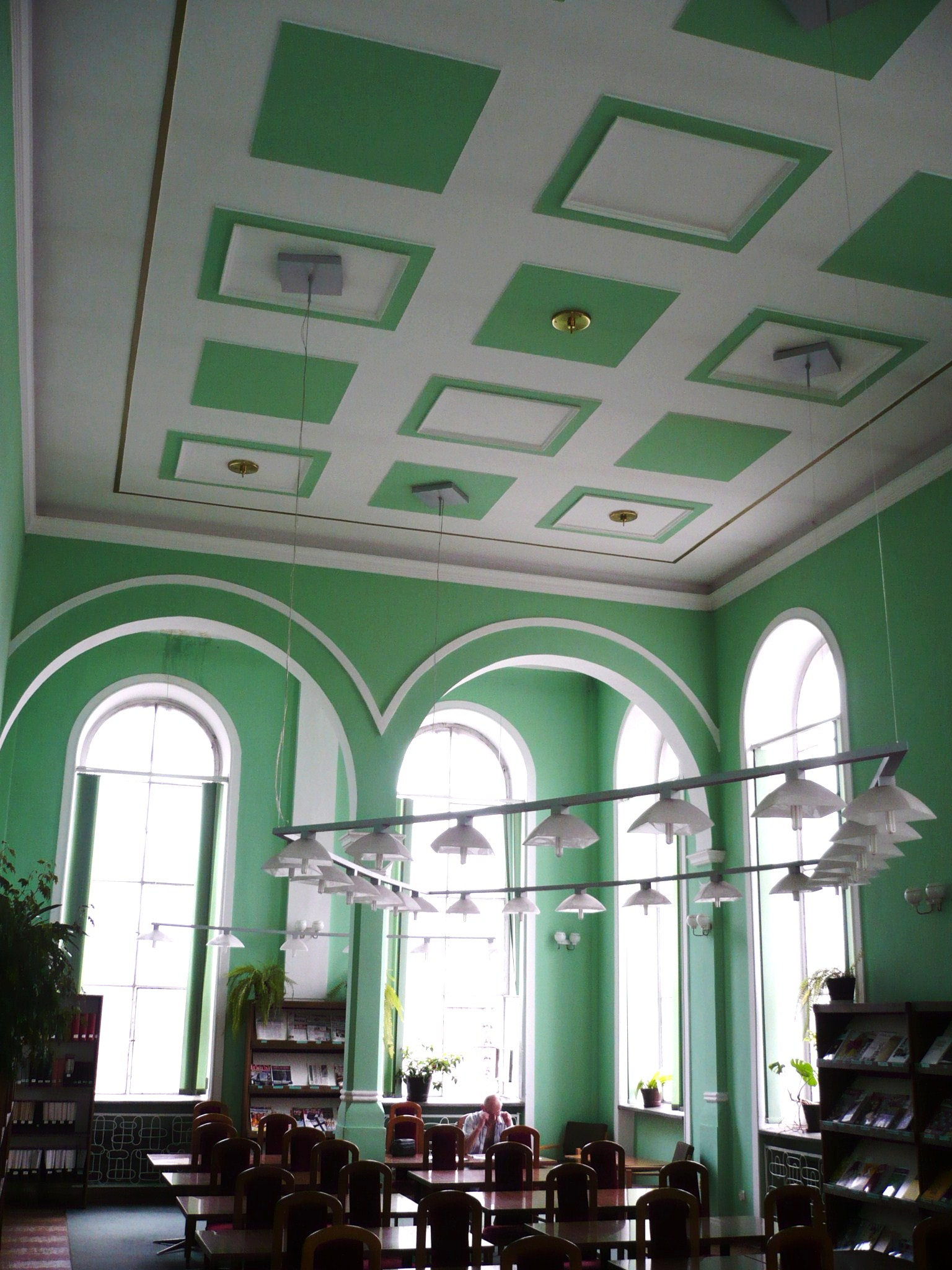
Nová synagoga - interiér

## Architektura
Cihlová a částečně kamenná, dvoupodlažní budova synagogy byla postavena v eklekticko-maurském stylu. Přízemí je odděleno od prvního patra římsou s pásem "perel". Všechna okna a dveře jsou zakončeny obloukem. Těleso budovy stojí na pravoúhlém půdorysu, s mírně širší západní přední částí a menším rizalitem na východě.
Hlavní modlitební sál byl původně jednoprostorový, později tvořen třemi loděmi. Hlavní loď byla širší a zakrytá klenbou. Nad bočními loděmi byly galerie pro ženy, které obklopovaly hlavní sál ze tří stran. K těmto galeriím vedla dvě samostatná schodiště, umístěná symetricky po obou stranách od čela budovy.
Celek je pokryt třístupňovou střechou, potaženou extrudovaným plechem. Při rekonstrukci budovy, pro účely knihovny, bylo původní vnitřní uspořádání zcela odstraněno, prostor byl rozdělen novými stropy a příčkami, výmalbou překryta původní polychromie, odstraněny okenní vitráže a bohatá vnější výzdoba. Exteriér budovy byl částečně zachován.